# Yolçatı, Nilüfer
Yolçatı là một xã thuộc quận Nilüfer, tỉnh Bursa, Thổ Nhĩ Kỳ. Dân số thời điểm năm 2011 là 3.159 người.